# Gholam Reza Azhari

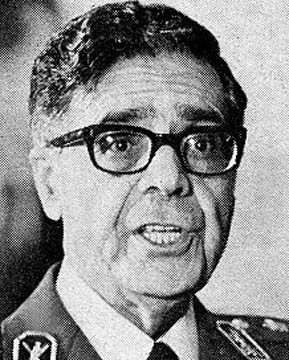
Gholam Reza Azhari

Gholam Reza Azhari (anhörenⓘ, persisch غلامرضا ازهاری; * 1912 in Schiras, Iran; † 5. November 2001) war ein iranischer Offizier und Politiker. Er war General und Premierminister Irans.

## Leben
Gholam Reza Azhari wurde 1912 in Schiras geboren. Azhari meldete sich für die Offizierslaufbahn in der iranischen Armee. Er war Offizierskamerad von Schah Mohammad Reza Pahlavi, mit dem er gemeinsam die Kriegsschule besuchte. 1961 bis 1963 war Azhari Militäradjutant des Schahs. 1970 ging er im Rang eines Generalleutnants in den Ruhestand. 1971 wurde er in den aktiven Dienst zurückgerufen und diente als Amtierender Vorsitzender des Obersten Kommandantenstabes (SCS). General Azhari gehörte zu der in den Vereinigten Staaten ausgebildeten Gruppe von Generälen, sprach ausgezeichnet Englisch und hatte gute Kontakte zu der militärischen Führung in den Vereinigten Staaten von Amerika.
Nachdem Premierminister Dschafar Scharif-Emami mit einer Regierung der Nationalen Versöhnung und einem politischen Programm, das den Forderungen der Geistlichkeit und der säkularen Opposition weitgehend entsprochen hatte, gescheitert war, die Demonstrationen gegen die Regierung weiter anhielten und der Rücktritt des Schahs sowie die Errichtung einer Islamischen Republik immer lautstärker gefordert wurden, wollte Mohammad Reza Schah durch eine Militärregierung Recht und Ordnung wiederherstellen, die Streiks und Demonstrationen beenden und die Wirtschaft wieder in Gang bringen. Zunächst war General Gholam Ali Oveisi als Premierminister einer Militärregierung im Gespräch. Am Ende entschied der Schah sich jedoch für General Azhari, der nach dem Rücktritt von Dschafar Scharif-Emami am 6. November 1978 zum Premierminister ernannt wurde.

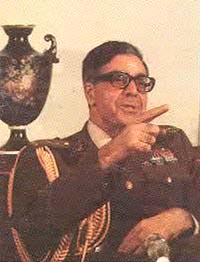
General Gholam Reza Azhari, 1978

Mohammad Reza Schah gab die Einsetzung einer Militärregierung in einer vom iranischen Fernsehen live übertragenen Rede, die von Seyyed Hossein Nasr, einem islamischen Philosophen und früheren Rektor der Aryamehr Technischen Universität Teherans, und Reza Qotbi, dem Leiter des staatlichen Fernsehens, entworfen worden war, persönlich bekannt: 

„Liebe iranische Nation. In einer Zeit der politischen Öffnung, die in den letzten beiden Jahren schrittweise umgesetzt worden ist, habt Ihr, iranische Nation, Euch gegen Unterdrückung und Korruption erhoben. Als König von Iran und als Iraner kann ich diese Revolution der iranischen Nation nur gutheißen. Unglücklicherweise haben sich im Rahmen der Iranischen Revolution andere verschworen, Eure Gefühle und Euren Ärger zu Ihrem Vorteil zu nutzen und Aufruhr, Anarchie und Revolten zu organisieren. Die Welle von Streiks, von denen viele rechtmäßig waren, hat sich den letzten Monaten von ihren ursprünglichen Forderungen entfernt, und ist dabei, unsere Wirtschaft und das tägliche Leben der Bevölkerung lahmzulegen, ja sogar die Ölförderung, von der das wirtschaftliche Leben dieses Landes abhängt, zum Stillstand zu bringen. …
Ich bin mir im klaren darüber, dass sich im Zuge der Maßnahmen, die ergriffen werden, um Aufruhr und Anarchie zu verhindern, Fehler aus der Vergangenheit wie Repression und Unterdrückung wiederholen können. Ich bin mir bewusst, dass manche denken werden, dass mit der Einführung  repressive Maßnahmen im Namen des nationalen Interesses und um des Fortschritts des Landes Willen Angst erzeugt werden soll und dass die unheilige Allianz materieller und politischer Repression sich erneut wiederholt. Aber ich als Ihr König, der geschworen hat, die territoriale Integrität des Landes, die nationale Einheit und die schiitische Religion zu beschützen, wiederhole meinen Schwur vor der iranischen Nation. Ich versichere Ihnen, dass sich die Fehler der Vergangenheit, Gesetzlosigkeit, Unterdrückung und Korruption nicht wiederholen werden und dass die durch diese Fehler entstandenen Schäden wiedergutgemacht werden. Ich versichere Ihnen, dass nach der Wiederherstellung von Recht und Ordnung so früh wie möglich eine nationale Regierung berufen werden wird, um die grundlegenden Freiheitsrechte wiederherzustellen, und freie Wahlen abgehalten werden, um die Verfassung, die mit dem Blut der Konstitutionellen Revolution erkämpft wurde, wieder in Kraft treten kann. Ich habe die Botschaft Eurer Revolution gehört, iranische Nation …“

Der Versuch des Schahs, sich an die Spitze der Iranischen Revolution zu setzen, um auf diese Weise die Islamische Revolution zu verhindern, schien ihm die einzige Möglichkeit, die Streiks ohne Blutvergießen zu beenden und die Wirtschaft Irans wieder in Gang zu bringen. Die Regierungserklärung von Premierminister Azhari im Parlament wurde mit viel Beifall bedacht. Azhari, der das Gespräch mit der Opposition suchte, schien der richtige Mann zur rechten Zeit zu sein.
Noch am selben Tag, an dem Azhari das Amt des Premierministers übernommen hatte, war allerdings der Versuch der irakischen Regierung, Chomeini, den Führer der Islamischen Revolution und vehementester Kritiker des Schahs, von Nadschaf nach Kuwait auszuweisen, gescheitert. Kuwait verweigerte Chomeini die Einreise, woraufhin dieser zurück nach Bagdad und von dort weiter nach Paris reiste. Chomeini erklärte seinen Anhängern, dass eine Militärregierung nichts weiter zu bedeuten habe, da „die Panzer, Maschinengewehre und Bajonette alle verrostet seien und ihrem eisernen Willen nicht standhalten würden.“

Chomeini sollte mit seiner Beurteilung recht behalten. Die Militärregierung unter General Azhari führte genau die Politik fort, mit der sein Vorgänger, Dschafar Scharif-Emami, bereits gescheitert war. Verhaftete Gegner der Regierung wurden aus dem Gefängnis entlassen, während ehemalige Minister, Beamte und Offiziere verhaftet wurden. Unter den Verhafteten fanden sich unter anderen Amir Abbas Hoveyda, langjähriger Premierminister, Manutschehr Azmun, ehemaliger Minister ohne Geschäftsbereich, Dariusch Humayun, ehemaliger Minister für Information und Tourismus, Mansur Ruhani, ehemaliger Landwirtschaftsminister, General Nassiri, ehemaliger Chef des SAVAK, Manutschehr Nikpay, ehemaliger Bürgermeister von Teheran, Generalleutnant Sadri, ehemaliger Polizeichef von Teheran, Abdulazim Valian, ehemaliger Gouverneur von Chorasan, Scheicholeslam Zadeh, ehemaliger Gesundheitsminister, Nili Aram, ehemaliger stellvertretender Gesundheitsminister und Fereidun Mahdavi, ehemaliger Wirtschaftsminister. Chomeini kommentierte die Verhaftungen aus seinem Pariser Exil mit den Worten 

„Jetzt wählen sie einen anderen Weg. Sie verhaften die, die bis vor kurzem noch die kriminellen Komplizen des Schahs waren. Einige von Ihnen haben ihm zwölf oder dreizehn Jahre lang bei all seinen Verbrechen geholfen. Sie verhaften die Komplizen, um den wahren Kriminellen zu beschützen.“

Am 1. Dezember 1978 griff Chomeini die Militärregierung direkt an. Er erklärte am ersten Tag von Muharram, dem schiitischen Trauermonat, dass die Soldaten der Armee es als ihre religiöse Pflicht betrachten sollten, die Kasernen zu verlassen. In dieser Nacht hörte man zum ersten Mal von den Dächern Teherans den Ruf „Allahu Akbar“. Spätestens zu diesem Zeitpunkt war deutlich geworden, dass die Militärregierung unter General Azhari die Probleme nicht würde lösen können, zumal Mohammad Reza Schah seinen Militärs keine freie Hand gegeben hatte, die andauernden Demonstrationen und Streiks mit dem Einsatz von Gewaltmaßnahmen zu beenden. Da Mohammad Reza Schah in seiner Fernsehansprache die Militärregierung nur als Übergangsregierung bezeichnet hatte, bis eine neue nationale Regierung gebildet werden konnte, wurde unter den bisherigen Oppositionspolitikern fieberhaft nach einem neuen Premierminister gesucht, der eine bürgerliche Regierung bilden und die für 1979 geplanten und in der Fernsehansprache von Mohammad Reza Schah ebenfalls angekündigten freien Wahlen zum Parlament organisieren sollte. Im Beraterkreis von Mohammad Reza Schah wurden der ehemalige Premierminister Ali Amini und führende Persönlichkeiten der Nationalen Front wie Karim Sandschabi oder Mehdi Bāzargān als mögliche Kandidaten genannt. Doch Sanjabi und Bazargan hatten sich bereits mit Chomeini in Paris getroffen und mit ihm vereinbart, nur einer Regierung unter seiner Führung anzugehören. Mitte Dezember wandte sich Mohammad Reza Schah an Gholamhossein Sadiqi, einen emeritierten Soziologieprofessor der Universität Teheran. Sadiqi sagte zu, das Amt des Premierministers zu übernehmen, wenn er die Zustimmung seiner Führungskollegen der Nationalen Front erhielte. Am 24. Dezember 1978 musste Sadiqi Mohammad Reza Schah mitteilen, dass es ihm nicht gelungen war, die Führung der Nationalen Front davon zu überzeugen, zum jetzigen Zeitpunkt die Regierung zu übernehmen. Am 21. Dezember 1978 hatte General Azhari dem Botschafter der Vereinigen Staaten William H. Sullivan bereits mitgeteilt: „Sie müssen das wissen und Sie müssen diese Information an Ihre Regierung weiterleiten. Dieses Land ist verloren, weil der Schah sich nicht entscheiden kann.“

Weitere Gespräche über die Bildung einer Regierung wurden mit daraufhin mit Schapur Bachtiar geführt. Bachtiar, der von einer führenden Familie der Bachtiaris abstammte, und dessen Großvater Nadschaf Qoli Chan bereits von Juli 1911 bis Dezember 1912 während der Konstitutionellen Revolution und 1918 zum Ende des Ersten Weltkriegs Premierminister Irans gewesen war, war der einzige Kandidat der Nationalen Front, der trotz der mangelnden Unterstützung seiner Führungskollegen bereit war, das Amt des Premierministers auf Vorschlag von Mohammad Reza Schah zu übernehmen. Schapur Bachtiar war lange Zeit ein erbitterter Gegner Mohammad Reza Schahs gewesen. Diese Gegnerschaft beruhte weniger auf politischen Differenzen, sondern eher auf einer persönlichen Feindschaft. Reza Schah, der Vater von Mohammad Reza Schah, hatte in den dreißiger Jahren im Rahmen der Niederschlagung separatistischer Bewegungen den Führer der Bachtiaris und Vater von Schapur Bachtiras nach Teheran beordert. Nachdem ihm freies Geleit zugesagt worden war, kam er nach Teheran, wurde allerdings umgehend verhaftet, wegen Hochverrats vor ein Gericht gestellt, zum Tode verurteilt und hingerichtet. Trotz dieser persönlichen Feindschaft war Schapur Bachtiar bereit, in dieser verfahrenen politischen Lage die Interessen des Landes über seine persönliche Abneigung gegenüber Mohammad Reza Schah zu stellen. Das Gespräch zwischen Mohammad Reza Schah und Schapur Bachtiar verlief sachlich und eindeutig. Bachtiar äußerte Mohammad Reza Schah gegenüber: 

„Ihr Vater hat meinen Vater umgebracht. Sie haben mich ins Gefängnis geworfen. Ich sollte eigentlich keinerlei persönliche Loyalität Ihrer Dynastie gegenüber haben. Aber ich bin der festen Überzeugung, dass Iran noch nicht reif für eine demokratische Republik ist. Und wenn die Nation so weit ist, eine Demokratie zu sein, kann dies auch in Form einer konstitutionellen Monarchie geschehen. Zurzeit ist es allerdings unsere wichtigste Aufgabe, diese Barbaren zu stoppen.“

Am 28. Dezember 1978 beauftragte Mohammad Reza Schah Schapur Bachtiar, eine neue Regierung zu bilden. Am 31. Dezember 1978 trat Gholam Reza Azhari von dem Amt des Premierministers zurück. Die weitere Entwicklung sollte zeigen, dass es auch Schahpur Bachtiar nicht mehr gelang, die Islamische Revolution zu verhindern.
Gholam Reza Azhari verließ nach seinem Rücktritt Iran und emigrierte im Januar 1979 in die Vereinigten Staaten. Dort starb er am 5. November 2001.

## Auszeichnungen
- 1976: Großes Silbernes Ehrenzeichen am Bande für Verdienste um die Republik Österreich[11]